# Патрушева, Нина Михайловна
Ни́на Миха́йловна Па́трушева (22 января 1927, Красноярск, РСФСР, СССР — 19 декабря 2017, Алма-Ата, Казахстан) — музыкальный педагог, профессор, один из основателей казахской скрипичной школы. Заслуженный деятель Казахстана (2000), Заслуженный учитель Казахской ССР (1976), доктор искусствоведения.

## Биография
Родилась 22 января 1922 в городе Красноярск.
В 1947 году окончила Красноярскую консерваторию, работала до 1949 года в оркестре Красноярского драматического театра.
Вслед за мужем переехала из Красноярска в Алма-Ату. В 1949 году поступила в Алматинскую государственную консерваторию в класс профессора Вениамина Хесса, окончила её с отличием в 1954 году.

## Педагогическая деятельность
С 1951 года начала педагогическую деятельность. За время работы в Республиканской средней специализированной музыкальной школе для одарённых детей им. К. Байсеитовой воспитала несколько поколений скрипачей на возглавляемой ей отделении скрипки и альта. Параллельно работала в Алма-Атинской консерватории.
Среди её выпускников: народные артистки РК, профессора Гаухар Мурзабекова, Айман Мусаходжаева, Заслуженный деятель РК, профессор Марат Бисенгалиев, заслуженный деятель РК, Айда Аюпова, лауреаты Международных конкурсов: Айдар Токталиев, Меруерт Туякбаева, Ержан Кулибаев и многие другие музыканты.
Н. М. Патрушева делилась педагогическим опытом с коллегами, проводила мастер-классы, является членом и председателем жюри международных и республиканских конкурсов.
В середине 2015 года завершила педагогическую работу в школе по состоянию здоровья
Её дело продолжают ученики — заслуженные деятели и профессора: Анвар Акбаров, Раиса Мусахаджаева, Алма Абатова, педагоги: Дарига Джапарова, Джамиля Ишкаева почётный работник образования РК, Занифа Бельгибаева, Куралай Ахметова.

## Награды и звания
- 1970 — награждена медалью «За доблестный труд» Медаль «В ознаменование 100-летия со дня рождения Владимира Ильича Ленина».
- 1976 — присвоено звание «Заслуженный Учитель Казахской ССР».
- 1981 — награждена Медаль «За трудовое отличие».
- 1983 — обладатель Нагрудного знака ЦК ВЛКСМ.
- 1986 — Медаль «Ветеран труда».
- 1986 — Орден Трудового Красного Знамени.
- 1996 — Орден Достык ІІ степени РК[3].
- 2000 — присвоено звание Заслуженный деятель Казахстана.
- 2001 — Независимой премией «Тарлан».
- 2002 — Почетный работник образования Республики Казахстан.
- 2007 — обладатель Нагрудного знака имени Ы. Алтынсарина.
- Кавалер Орден Курмет РК.
- Отличник народного просвещения РСФСР.
- почетный грамота Верховный Совет Казахской ССР.
- почетный профессор Казахская национальная консерватория имени Курмангазы.
- Отличник образования Республики Казахстан.
- Профессор искусствоведения.